# Cesarió
Cesarió (47 aC- 30 aC) (grec antic: Καισαρίων, llatí: Caesarion) va ser rei d'Egipte de l'any 44 aC al 30 aC amb el nom de Ptolemeu XV.
Era fill de Juli Cèsar i Cleòpatra. Va néixer poc després de la sortida de Cèsar d'Egipte l'any 47 aC i el seu nom original era Ptolemeu, com el dels prínceps egipcis. Segurament Cleòpatra el va portar a Roma en el seu viatge l'any 46 aC, i encara que el dictador no el va reconèixer formalment com a fill, la rebuda de Cleòpatra, el fet de permetre-li portar el seu nom i altres detalls fan deduir que molt probablement n'era el pare. Marc Antoni va dir al senat, segurament amb la intenció de molestar a Octavi, que el dictador havia reconegut Cesarió abans de la seva mort l'any 44 aC, però Opi va escriure un tractat que provava que no era cert.
Com a agraïment de l'assistència al cònsol Dolabel·la, Cleòpatra va obtenir dels triumvirs l'any 42 aC l'autorització per associar el seu fill al tron, però no consta que aquesta associació s'hagués formalitzat abans del 36 aC. L'any 34 aC Marc Antoni li va donar el títol de rei de reis i al seu testament l'anomena fill de Cèsar. Després de la batalla d'Àccium l'any 31 aC, Marc Antoni va declarar Cesarió i el seu fill Marc Antoni Antil majors d'edat i el 30 aC Cleòpatra el va enviar amb el seu tutor Rodó cap a Etiòpia i l'Índia carregat de tresors, però pel camí Rodó el va convèncer de tornar assegurant que August li donaria el regne d'Egipte. Va caure en mans d'August i va ser executat l'any 30 aC.